# Empis gymnopoda
Empis gymnopoda är en tvåvingeart som beskrevs av Mario Bezzi 1908. Empis gymnopoda ingår i släktet Empis och familjen dansflugor. Inga underarter finns listade i Catalogue of Life.